# Silbervergoldung
Silbervergoldung (französisch Vermeil, Aussprache [vɛʁˈmɛj]) bezeichnet das Vergolden silberner Gegenstände. Berühmt war im 19. Jahrhundert die Straßburger Silbervergoldung.
Ursprünglich wurde bei der Silbervergoldung Gold in Quecksilber gelöst und nachher mittels Feuerbehandlung aufgetragen. Ein bekannter silbervergoldeter Faden ist auch der Goldlahnfaden. Dieser besteht aus einem sehr feinen Goldlahn oder seit dem späten Mittelalter in der Regel aus einem silbervergoldeten Lahn, der um einen gelben oder weißen Seidenfaden (Seele) gewickelt ist.